# 台北愛樂交響樂團
台北愛樂交響樂團（英語：Taipei Philharmonic Symphony Orchestra，縮寫：TPSO）是台灣交響樂團。

## 沿革
團長郭有強於2020年創立台北愛樂交響樂團，有感台灣古典樂對大眾門檻較高，希望打造一個多元型態的古典樂團，嘗試讓古典樂流行音樂化，同時也改編流行音樂具有古典特色。

## 樂團文化
讓古典樂更接近大眾，也與多元的媒介如觀光、電玩、文化結合。樂團創立之初，團長郭有強與演出企劃經理鄧凱鴻決定每一年改編一首歌曲，將古典音樂流行化、流行音樂交響化，與在地文化融合，與地方創生，讓音樂也具有觀光效益，與台灣原住民族文化交流，彼此學習。
樂團初衷也以培養新生代音樂家、人文社會關懷為主。2022年展開臺灣本島環島音樂表演，將古典樂帶入偏鄉、基金會等
第57屆金馬獎頒獎典禮與小提琴家陳銳合作，主題為「永遠的新天堂樂園」。
2023年與好萊塢音樂製作人漢斯·季默合作，在台北流行音樂中心演奏《獅子王》、《神鬼戰士》、《神鬼奇航》、《達文西密碼》、《全面啟動》、《蝙蝠俠：黑暗騎士》等作品配樂
演奏曲目
- 2020 Mojito
- 2021 向抗疫醫護致敬
- 2022 兩隻老虎交響曲
- 2023 為台灣奔跑的女人[9]

## 組織編制
團長
- 郭有強

客席指揮
- 梶間聡夫

駐團音樂家
- 范宗沛
- 陳冠宇
- 徐家駒
- 鄧凱鴻
- 吳宜玲

駐團作曲家
- 吳宜玲
- 蔡旭峰
- 范宗沛
- 鄧宗揚

## 歷屆指揮
| 姓名   | 時間      |
| ------ | --------- |
| 張致遠 | 2020-至今 |

## 外部連結
- 官方网站